# Francis Miroglio
Francis Miroglio (* 12. Dezember 1924 in Marseille; † 29. Juli 2005 bei Paris) war ein französischer Komponist der postseriellen Musik.

## Leben
Miroglio studierte Musik an den Konservatorien in Marseille (1954–1957) und Paris (1951–1952). Anschließend arbeitete er in den Studios für elektronische Musik beim ORTF (1959–1961) und nahm an den Internationalen Ferienkurse für Neue Musik in Darmstadt teil. Er leitete mehrere Festivals für zeitgenössische Musik und gründete 1965 das Festival für Musik und zeitgenössische Kunst Les Nuits de la Fondation Maeght im südfranzösischen Malerort Saint-Paul de Vence, das er bis 1971 betreute. Er komponierte für Bühnenstücke und Filme und widmete sich den sogenannten offenen, zufälligen Klangformen.